# Königreich Neapel

Das Königreich Neapel

Das Königreich Neapel war ein Staat in Süditalien, der 1302 durch Teilung des Königreiches Sizilien entstand und 1816 im Königreich beider Sizilien aufging. Das alte Königreich Sizilien, das aus Gebieten auf der Apenninhalbinsel und auf der Insel Sizilien bestand, wurde aufgeteilt in ein Königreich Sizilien auf der Insel, auch Trinakria oder Regnum Siciliae ultra Pharum („Königreich Sizilien jenseits des Leuchtturms [von Messina]“) genannt, mit der Hauptstadt Palermo, und ein Königreich Sizilien auf dem Festland, auch Regnum Siciliae citra Pharum („Königreich Sizilien diesseits des Leuchtturms“) genannt, mit der Hauptstadt Neapel. Die Monarchen der zwei entstandenen Königreiche nannten sich weiterhin beide „König von Sizilien“. Der Begriff „Königreich Neapel“ ist eine moderne Umschreibung für das festländische Königreich.

## Geschichte

### Neapel im Königreich Sizilien
1140 eroberten Normannen die Stadt und das Herzogtum Neapel und gliederten es in das 1130 von Roger II. errichtete Königreich Sizilien ein. Durch die Heirat der Erbtochter Rogers II., Konstanze, mit Heinrich VI. (1186) gingen die Insel Sizilien und Süditalien mit Neapel als Königreich Sizilien auf die Staufer über.
Nach dem Tod des Königs Konrad IV., des Sohnes des Kaisers Friedrich II., belehnte der Papst Karl I. von Anjou, einen Sohn des französischen Königs Ludwig VIII. mit dem Königreich Sizilien, das damals aus Gebieten auf dem Festland und der Insel bestand. Am 6. Januar 1266 wurde er in Rom zum König Karl I. von Sizilien gekrönt.  In der Schlacht bei Benevent konnte Karl Manfred von Sizilien am 26. Februar 1266 schlagen. Manfred wurde in der Schlacht getötet. Mit dem Tod Manfreds brach die Herrschaft der Staufer in Italien zusammen. Karl konnte das gesamte damalige Königreich Sizilien fast ohne Widerstand erobern. Ein Versuch Konradins, das Königreich für die Staufer zurückzugewinnen endete am 23. August 1268 in der Schlacht bei Tagliacozzo. Konradin wurde nach der Schlacht gefangen genommen und am 29. Oktober 1268 in Neapel hingerichtet.

### Trennung der Königreiche Neapel und Sizilien

Flagge von Neapel von 1282 bis 1442

Am 30. März 1282 begann in Palermo ein Volksaufstand gegen die Vorherrschaft der mit Karl von Anjou in das Land gekommenen Franzosen. Der Aufstand wurde unter dem Namen Sizilianische Vesper bekannt.  Die Stadt Messina schloss sich am 28. April den Aufständischen an. Vertreter der Stadt Palermo forderten König Peter III. von Aragonien auf, als Ehemann von Konstanze von Sizilien, einer Enkelin des Kaisers Friedrich II., die Regierung im Königreich Sizilien zu übernehmen. Am 30. August 1282 landete Peter III. in Trapani. Er ging nach Palermo, ließ sich dort zum König krönen und nahm den Titel König von Sizilien an.
Das Vorgehen Peters führte zu einer Auseinandersetzung zwischen ihm und Papst Martin IV., in deren Verlauf Peter III. von Aragonien durch den Papst exkommuniziert wurde.  Die von Peter regierten Länder der Krone von Aragonien übertrug der Papst auf Karl von Valois, den damals 13-jährigen vierten Sohn des französischen Königs Philipp III. Papst Martin IV. rief zu einem heiligen Krieg gegen die Krone von Aragonien auf. Dieser Krieg wird heute als Aragonesischer Kreuzzug bezeichnet. Die Kämpfe endeten, als Philipp III. am 5. Oktober 1285 in Perpignan und Peter III. am 10. November 1285 starben. Beim Tod Peters III. ging die Herrschaft über die Länder der Krone von Aragonien auf Alfons III. über. Sein Bruder Jakob krönte sich zum König von Sizilien, Herzog von Apulien und Fürsten von Capua. Als Alfons III. im Februar 1291 starb verlangte Jakob II. die Herrschaft über die bisherigen Länder der Krone von Aragonien, aber auch über Sizilien. Er setzte seinen jüngeren Bruder Friedrich auf der Insel Sizilien als seinen Stellvertreter ein. Im Frieden von Anagni vom Juni 1295 wurden die Verhältnisse zwischen dem Heiligen Stuhl (Bonifatius VIII.), dem Königreich Frankreich (Philipp IV.), der Krone von Aragonien (Jakob II.) und dem Königreich Sizilien (Karl II. von Anjou) geklärt. Die Beteiligten einigten sich u. a. darauf, dass das Königreich Sizilien (Festland und Insel) an den Heiligen Stuhl zurück fallen sollte und neu als Lehen vergeben werden konnte. Der Bruder Jakobs II., Friedrich, hielt sich nicht an die Abmachungen des Friedens von Anagni und ließ sich im Jahr 1296 in Palermo zum König von Sizilien krönen. Die Versuche, Friedrich II. von Sizilien zu vertreiben, an denen sich auch sein Bruder Jakob II. beteiligte, blieben erfolglos. Im Frieden von Caltabellotta wurde am 31. August 1302 das alte Königreich Sizilien in den von Karl II. von Anjou regierten Festlandteil (heute als Königreich Neapel bezeichnet) und das unter der Herrschaft von Friedrich II. stehende Inselkönigreich Sizilien (auch Trinakria genannt) aufgeteilt. Bis 1401 regierte die von Friedrich gegründete Nebenlinie des Hauses Barcelona–Aragón über die Insel Sizilien.

### Unter dem Haus Anjou
Der Frieden von Caltabellotta hatte die Teilung Siziliens in ein Königreich auf dem Festland und ein Königreich auf der Insel festgeschrieben. Das Abkommen sicherte die Regierung des von Karl I. begründeten Hauses Anjou in Neapel. Die Nachkommen des Königs Karl I., Karl II., Robert und Johanna I. regierten in Neapel bis zum Aussterben der Dynastie in direkter Linie im Jahr 1382. In der Folge regierten bis 1442 verschiedene Mitglieder von Seitenlinien des Hauses Anjou in Neapel.
Weil der süditalienische Normannenstaat ein direktes Lehen des Papstes war, stand es in einer engeren Beziehung zu Rom als andere europäische Reiche. Auch deshalb kam Neapel eine besondere Rolle im Verlauf des großen abendländischen Schismas zu.
Königin Johanna I. von Neapel unterstützte Gegenpapst Clemens VII. Deswegen entzog Papst Urban VI. ihr das Lehen, übertrug das Königreich Neapel an ihren Cousin zweiten Grades, Karl von Durazzo, und krönte ihn 1380 in Rom zum König Karl III. von Neapel. Karl gelang es 1381 Neapel zu besetzen und Johanna gefangen zu nehmen.
Gegenpapst Clemens VII., der in Avignon residierte, exkommunizierte Karl III. und krönte nach dem Tod Johannas, im Jahr 1382, Ludwig I. von Anjou, den Sohn des Königs Johann II. von Frankreich zum neuen König von Neapel. Trotz der Unterstützung durch ein päpstliches Heer gelang es Ludwig von Anjou nicht, Neapel zu erobern.
Nach dem Tod des Königs Karl III. im Jahr 1386 ging die Krone Neapels auf dessen Sohn Ladislaus über. Der konnte sie gegen die Ansprüche der Prätendenten Ludwig I. und Ludwig II. von Anjou verteidigen. Nachfolgerin des Königs Ladislaus wurde 1414 seine Schwester Johanna II. Sie wurde am 28. Oktober 1419 im Auftrag von Papst Martin V. gekrönt.
Im Jahr 1420 belehnte Papst Martin V. Ludwig III. von Anjou mit dem Königreich Neapel und krönte ihn zum König. Um Angriffe Ludwigs abzuwehren, rief Johanna II. Alfons V. von Aragonien, der auch König von Sizilien und Sardinien war, zur Hilfe. Als Gegenleistung adoptierte sie ihn und versprach ihm, ihn als Erben des Königreiches Neapel einzusetzen. Nach Streitigkeiten mit Alfons V. widerrief Johanna dessen Adoption, adoptierte nun Ludwig III. von Anjou und setzte ihn als Erben ein.  Alfons kehrte 1423 auf Drängen der Cortes von Aragonien auf die iberische Halbinsel zurück. Als Johanna II. 1435 starb, machte René, der Bruder des 1434 verstorbenen Titularkönigs Ludwig III., seine Rechte auf die Krone von Neapel geltend. Am 18. Oktober 1435 übernahm Isabella von Lothringen, die Ehefrau von René, die Regierung in Neapel.  Alfons V. bereitete die Besetzung des Königreiches Neapel vor. Seine Flotte wurde am 5. August 1435 in der Seeschlacht von Ponza von einer Streitmacht der Republik Genua und des Herzogs von Mailand geschlagen. Alfons V. von Aragonien und seine Brüder Johann, König von Navarra, Heinrich und Peter wurden gefangen genommen. Nachdem er im Oktober 1435 freigelassen wurde, ließ er sich in Sizilien nieder. Die aragonische Armee besetzte 1440 Aversa und eroberte Benevent im Jahr 1441. Am 2. Juni 1442 konnten die Truppen des Königs Alfons in die Stadt Neapel einrücken. René, der ab 1438 persönlich in Neapel als König regiert hatte, flüchtete nach Frankreich.
Weil Ludwig von Anjou und seine Nachfolger bis auf kurze Zeitspannen nie in Neapel residierten, bezeichnet man sie in der Forschung als „Titularkönige“.

### Unter dem Haus Trastámara-Aragón

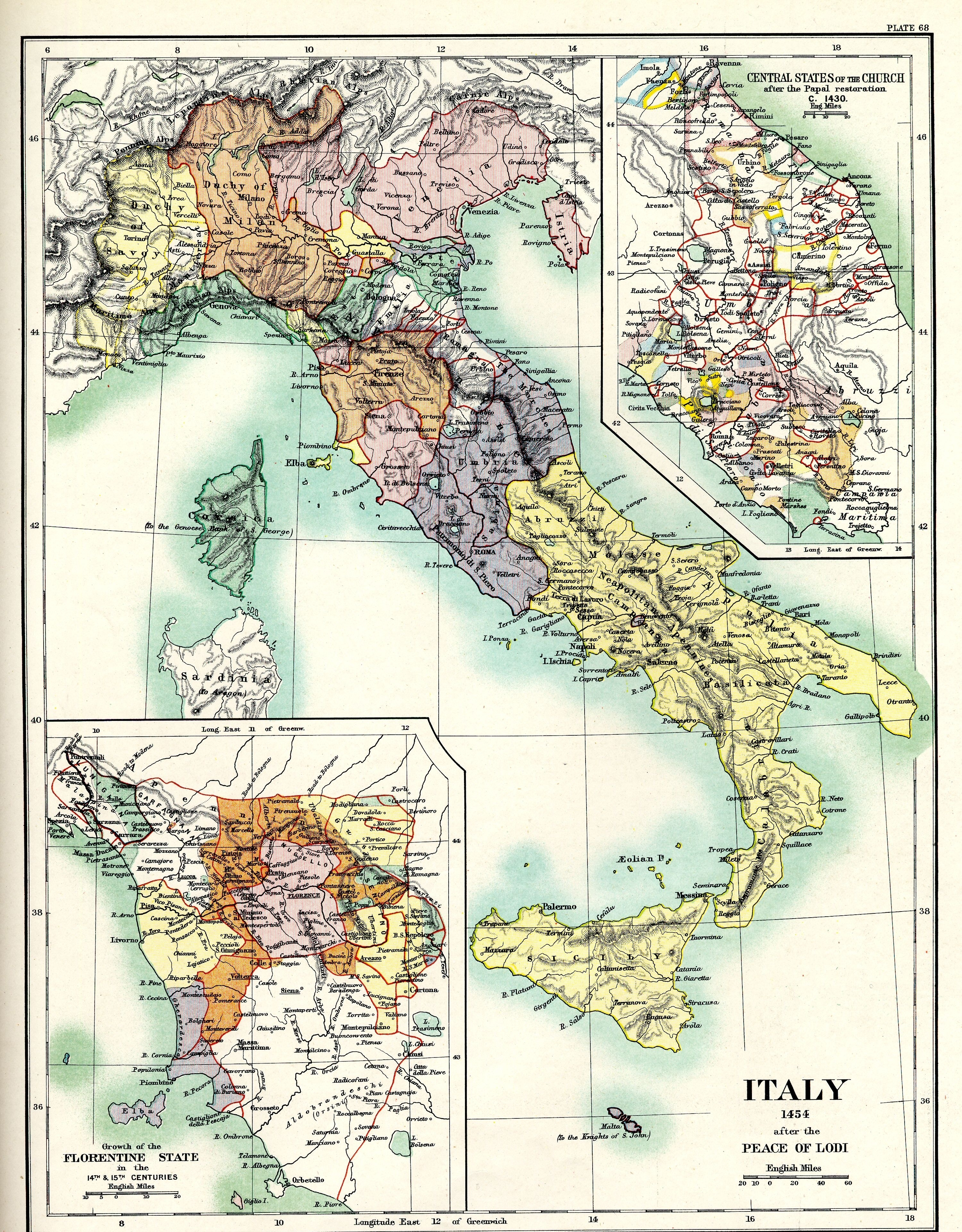
Das Königreich Neapel nach dem Frieden von Lodi (1454)

König Alfons V. von Aragonien zog am 26. Februar 1443 in Neapel ein. Später im gleichen Jahr akzeptierte Papst Eugen IV. Alfons V. von Aragonien als Alfons I., König von Neapel.
Durch den Frieden von Lodi, dem sich auch das Königreich Neapel unter Alfons anschloss, blieb der Friede in Italien lange Zeit erhalten. Da König Alfons keine legitimen Kinder hatte, gingen die Reiche der Krone von Aragonien bei seinem Tod auf seinen Bruder Johann II. von Aragonien über. Das Königreich Neapel war nicht Teil des Erbes der Krone von Aragonien. Alfons konnte darüber in seinem Testament frei verfügen. Er vererbte es seinem außerehelich geborenen Sohn Ferdinand, der die neue Seitenlinie des Hauses Trastámara-Aragón-Neapel gründete.

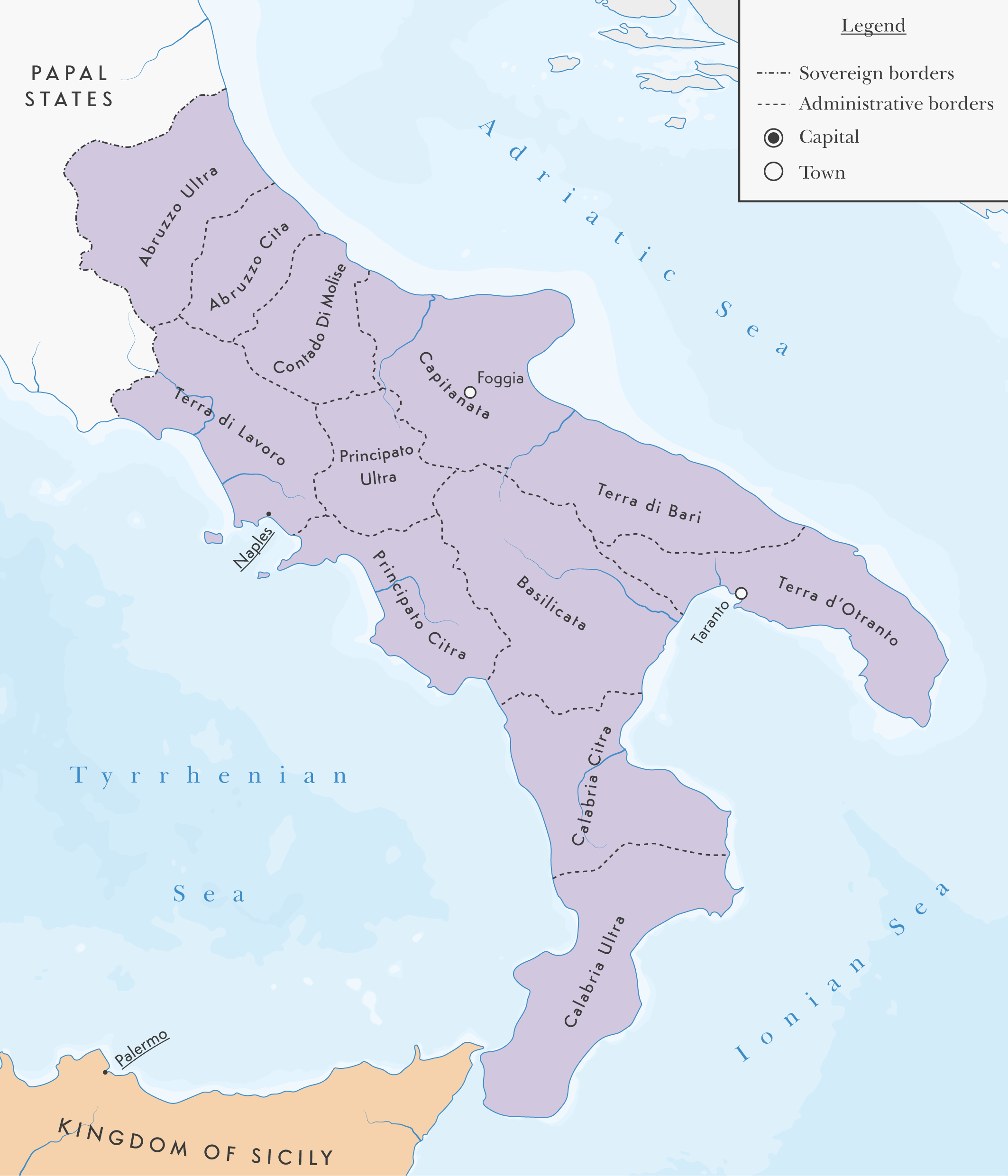
Administrative Einteilung des Königreichs Neapel 1454

Der Nachfolger Ferdinands war sein Sohn Alfons II. Er wurde in Neapel vom päpstlichen Legaten Juan de Borja Lanzol de Romaní gekrönt.
Alfons II. hatte in der Bevölkerung und in Kreisen des neapolitanischen Adels keinen Rückhalt, daher trat er, um einen Aufstand zu vermeiden, am 23. Januar 1495 zugunsten seines Sohnes Ferdinand II. von Neapel zurück. Alfons ging nach Sizilien und starb am 18. Dezember 1495 in Messina.
Karl VIII. von Frankreich nutzte die unklare politische Situation in Neapel, um im Februar 1495 das Königreich militärisch zu besetzen. Die Ansprüche Karls auf die Krone von Neapel wurden von Papst Alexander VI. unterstützt. Er reiste persönlich nach Neapel, um den französischen König am 20. Mai 1495 in der Kathedrale zum König von Neapel zu krönen.
König Ferdinand II. von Neapel flüchtete in das zur Krone von Aragonien gehörende Sizilien und bat die Katholischen Könige um Hilfe. Sie verfügten über gut ausgebildete, hauptsächlich aus Kastiliern bestehende Truppen, die nach der Eroberung des Königreiches Granada nicht mehr benötigt wurden. Sie schickten diese zur Unterstützung des Königs Ferdinand II. von Neapel nach Italien. Die französischen Truppen konnten sich nicht gegen die kastilischen Truppen behaupten. Der Kommandant der französischen Truppen in Neapel, der Graf von Montpensier, kapitulierte am 27. Juli 1496. Die kastilischen Truppen zogen sich aus Neapel zurück.
Als Ferdinand II. am 7. Oktober 1496 starb, wurde dessen Onkel Federico von dem Sohn des Papstes Alexander VI., dem Kardinal Cesare Borgia, zum König von Neapel gekrönt.
Da auch der neue französische König Ludwig XII. die Ansprüche auf Neapel geltend machte, aber gegen die Militärmacht der Katholischen Könige nicht ankam, wurde im Vertrag von Chambord-Granada vom 10. Oktober bzw. 11. November 1500 zwischen Ludwig und den Katholischen Königen eine Aufteilung des Königreichs Neapel vereinbart.
Die Übereinkunft wurde am 25. Juni 1501 von Papst Alexander VI. gebilligt. Im Juli 1501 schickte Ludwig XII. Truppen in das Königreich Neapel, die ohne großen Widerstand die Gebiete besetzen konnten, die Frankreich zugesprochen worden waren. Im August 1501 verließ König Federico I. die Hauptstadt Neapel und fand mit seiner Frau und den kleineren Kindern Zuflucht auf der Insel Ischia von wo aus sie weiter nach Frankreich reisten. Der Bereich, der den Katholischen Königen zugesprochen worden war, erwies sich auf Grund der Höhenstruktur und der befestigten Orte als schwieriger zu erobern. Mit dieser Aufgabe wurde erneut Gonzalo Fernández de Córdoba y Aguilar betreut. Er nahm, bei der Besetzung Tarents den neapolitanischen Thronfolger Ferdinand von Aragonien, Herzog von Kalabrien fest.
Große Teile des Königreiches waren in dem Vertrag von Chambord-Granada nicht eindeutig der einen oder anderen Seite zugewiesen worden. Als Frankreich verschiedene dieser Gebiete besetzte, ergab sich ein Streit, der die Katholischen Könige veranlasste den Vertrag als durch Frankreich gebrochen zu erklären. Ferdinand verlangte nun nicht nur wegen des Vertragsbruches der Franzosen, sondern auch aufgrund seiner Erbrechte in der Nachfolge seines Onkels Alfons V. die Herrschaft über das ganze Königreich Neapel. Die Katholischen Könige schickten zusätzliche Truppen nach Neapel. Am 16. Mai 1503 zog Gonzalo Fernández de Córdoba in Neapel ein. Mit der Kapitulation von Gaeta am 1. Januar 1504 war das ganze Königreich in der Hand der Truppen der Katholischen Könige.
Im Jahr 1505 richtete Ferdinand II. von Aragonien an seinem Hof das Verwaltungsgremium „Neapelrat“ (Consejo de Nápoles) ein. Die Verwaltung Neapels war also getrennt von der Verwaltung Siziliens. Im Jahr 1506 reiste Ferdinand II. von Aragonien nach Neapel. Während seines Aufenthaltes proklamierte das Parlament von Neapel Ferdinand zum König. Es wurde festgelegt, dass Neapel, wie bereits unter Alfons V., nur mit König Ferdinand und seiner Linie verbunden war und nicht als ein Reich der Krone von Aragonien anzusehen sei.

### Unter den Habsburgern
Nach dem Tod des Königs Ferdinand II. von Aragonien im Jahr 1516 regierte der spätere Kaiser Karl V. die Länder, die seine Großeltern, die katholischen Könige, hinterlassen hatten, formal mit seiner Mutter Johanna von Kastilien zusammen. Im Jahr 1554 ernannte Karl seinen Sohn, den späteren König Philipp II. u. a. zum König von Neapel. Nach der Regierungsübernahme Philipps in Kastilien und Aragonien im Jahr 1556 schuf er den Consejo Supremo de Italia, über den die Könige aus dem Haus Habsburg (Casa de Austria) in der Folgezeit ihre italienischen Länder (außer Sardinien) regierten.
Im Spanischen Erbfolgekrieg wurde Süditalien 1707 von Österreich besetzt. In den Friedensschlüssen von Utrecht (1713) und Rastatt (1714) erhielt Österreich das Königreich Neapel und Sardinien, Sizilien ging an das Herzogtum Savoyen. Einige Jahre später (1720) –, nach einem von Großbritannien, Frankreich, Österreich und den Niederlanden abgewehrten spanischen Angriff auf Sizilien und Sardinien (Krieg der Quadrupelallianz) –, erhielt Österreich Sizilien im Austausch gegen das ärmere Sardinien von Savoyen, sodass die beiden Reiche wieder in Personalunion regiert wurden.

### Unter den Bourbonen und Napoleon

Flagge des Königreiches Neapel von 1811 bis 1815

Im Präliminarfrieden von Wien musste Kaiser Karl 1735 Neapel und Sizilien an die spanischen Bourbonen als Sekundogenitur abtreten. Zunächst regierte der spanische Kronprinz als Karl VII. Als dieser 1759 als Karl III. den spanischen Thron bestieg, folgte ihm sein Sohn Ferdinand IV. als König von Neapel und Sizilien.
Napoleon Bonaparte ließ im Januar 1799 im Zweiten Koalitionskrieg Neapel erobern und dort die Parthenopäische Republik ausrufen. Ferdinand IV. blieb nur Sizilien. 1806 setzte Napoleon Bonaparte seinen Bruder Joseph, zwei Jahre später seinen Schwager Joachim Murat als Könige von Neapel ein, während Ferdinand immer noch in Sizilien residierte. Murat führte eine moderne Staats-, Rechts- und Sozialordnung nach französischem Vorbild ein, allerdings entfremdete er sich zunehmend mit Napoleon, und als sich dessen Niederlage abzeichnete, suchte Murat den Ausgleich mit den Habsburgern. Als allerdings während des Wiener Kongresses Napoleon aus der Verbannung zurückkehrte (Herrschaft der Hundert Tage) und die aufgeregten Kongressteilnehmer auch in Murat ein Sicherheitsrisiko sahen, schloss sich Murat ihm wieder an, womit er sich Österreich zum Feind machte. Auch die italienische Bevölkerung war weitgehend habsburgfeindlich eingestellt. Murat erklärte Österreich am 15. März 1815 den Krieg. Er wurde im Österreichisch-Neapolitanischen Krieg im April und Mai 1815 geschlagen und als König gestürzt. Murat floh im August 1815 nach Korsika und versuchte im Oktober 1815 eine Restauration seiner Herrschaft. Er wurde nach seiner Landung in Kalabrien festgenommen und am 13. Oktober 1815 standrechtlich erschossen.

### Ende des Staates

Das Königreich beider Sizilien im Süden Italiens 1843

Nach dem Wiener Kongress wurde der bisherige König Ferdinand IV. am 8. Dezember 1816 zu Ferdinand I., König beider Sizilien, proklamiert. Dadurch wurden die beiden Teilreiche des alten Königreich Siziliens, die seit ihrer Teilung im 14. Jahrhundert zwar mehrmals in Personalunion regiert wurden, aber immer getrennte Königreiche geblieben waren, zum Königreich beider Sizilien wiedervereinigt und das Königreich Neapel hörte auf, als eigenständiger Staat zu bestehen. Das Königreich beider Sizilien blieb bis 1860 (Sizilien bis Mai, Neapel bis September) ein unabhängiger Staat. Der Freiheitskämpfer und spätere Nationalheld Giuseppe Garibaldi landete am 11. Mai 1860 mit einer 1067 Mann starken Truppe aus Freiwilligen (Spedizione dei Mille) auf Sizilien und ernannte sich dort zum Diktator. Seine Truppe schlug am 15. Mai in der Schlacht von Calatafimi die Truppen des Königs von Neapel. Ein Volksaufstand erleichterte ihnen die Eroberung von Palermo. Anschließend befreite seine Truppe, der sich während ihres Vormarsches viele einheimische Kleinbauern und Landarbeiter anschlossen, ab dem 20. August 1860 das übrige Königreich beider Sizilien.
Am 7. September 1860, nach der Flucht des letzten Bourbonenkönigs Franz II., nahmen Garibaldi und seine Truppen Neapel ein.
Die eroberten Gebiete wurden dem Königreich Sardinien angeschlossen; am 17. März 1861 wurde Viktor Emanuel II. zum König von Italien ausgerufen.